# TenPuru
TenPuru (яп. てんぷる Тэмпуру, «Храм»), полное название — TenPuru: No One Can Live on Loneliness (с англ. — «Храм: Никто не может жить в одиночестве») — манга, написанная и проиллюстрированная Кимитакэ Ёсиокой. Публикуется в сервисе цифровой манги Comic Days издательства Kodansha с сентября 2018 года и по состоянию на апрель 2025 года издана в тринадцати томах-танкобонах. Студией Gekko манга адаптирована в формат аниме-сериала, трансляция которого проходила с июля по сентябрь 2023 года.

## Сюжет
Семья Акагами прославилась как семья бабников, вследствие чего окружающие избегают её представителей. Акэмицу Акагами, главный герой истории, тоже страдает от досужих слухов и старается держаться подальше от девушек, чтобы не получить клеймо бабника. Однажды Акэмицу встречает симпатичную девушку по имени Юдзуки Аоба, в которую он влюбляется с первого же взгляда. Из-за этого Акэмицу начинает одолевать ранее подавленное им чувство вожделения. Почувствовав, что так больше продолжаться не может, Акэмицу по приглашению своего дяди решил стать монахом в храме Микадзуки, куда женщин не допускают.
В храме Акэмицу неожиданно сталкивается с Юдзуки и несколькими другими девушками. После скандала Акэмицу узнаёт правду о храме. Запрет на посещение храма женщинами был снят, и он стал женским монастырём, куда мужчинам вход строго воспрещён. Помимо этого выясняется, что отец Акэмицу присвоил 20 миллионов иен из казны Микадзуки и сбежал. Акэмицу остаётся в храме в виде исключения, и ему придётся хорошенько потрудиться, чтобы отработать долг отца.

## Персонажи
Акэмицу Акагами (яп. 赤神 明光 Акагами Акэмицу)
Сэйю: Масаюки Акасака
Юдзуки Аоба (яп. 蒼葉 結月 Аоба Юдзуки)
Сэйю: Айми
Цукуё Аоба (яп. 蒼葉 月夜 Аоба Цукуё)
Сэйю: Ю Сэридзава
Курагэ Аоба (яп. 蒼葉 海月 Аоба Курагэ)
Сэйю: Нанами Ямасита
Миа Кристоф (яп. ミア・クリストフ Миа Курисутофу)
Сэйю: Мадока Асахина
Кагура Болдуин (яп. カグラ・ボールドウィン Кагура Бо:рудо:ин)
Сэйю: Сумирэ Уэсака
Кики (яп. 嬉々)
Сэйю: Тиаки Такахаси
Нягосукэ (яп. にゃごすけ)
Сэйю: Тика Андзай

## Медиа

### Манга
TenPuru, написанная и проиллюстрированная Кимитакэ Ёсиокой, публикуется в сервисе цифровой манги Comic Days издательства Kodansha с 1 сентября 2018 года<. На апрель 2025 года главы манги были скомпонованы в тринадцать томов-танкобонов. Первый том поступил в продажу 5 июля 2019 года.
В июне 2020 года компания BookWalker Global объявила о совместных с издательством Kodansha USA планах по выпуску манги на английском языке в цифровом формате.
22 июня 2023 года был издан официальный путеводитель манги, содержащий информацию о пяти главных героинях.

#### Список томов
| №  | Дата публикации   | ISBN                                               |
| -- | ----------------- | -------------------------------------------------- |
| 01 | 5 июля 2019 г.    | ISBN 978-4-0651-6239-2                             |
| 02 | 22 ноября 2019 г. | ISBN 978-4-0651-7559-0                             |
| 03 | 22 мая 2020 г.    | ISBN 978-4-0651-9481-2                             |
| 04 | 20 ноября 2020 г. | ISBN 978-4-0652-1420-6                             |
| 05 | 21 мая 2021 г.    | ISBN 978-4-0652-3120-3 ISBN 978-4-0652-3428-0 (СИ) |
| 06 | 17 ноября 2021 г. | ISBN 978-4-0652-5914-6                             |
| 07 | 5 августа 2022 г. | ISBN 978-4-0652-8769-9                             |
| 08 | 23 января 2023 г. | ISBN 978-4-0653-0170-8                             |
| 09 | 22 июня 2023 г.   | ISBN 978-4-0653-1772-3                             |
| 10 | 5 октября 2023 г. | ISBN 978-4-0653-3099-9                             |
| 11 | 5 апреля 2024 г.  | ISBN 978-4-0653-5018-8                             |
| 12 | 7 октября 2024 г. | ISBN 978-4-0653-7095-7                             |
| 13 | 7 апреля 2025 г.  | ISBN 978-4-0653-9154-9                             |

### Аниме
Об адаптации манги в формат аниме-сериала было объявлено 18 января 2023 года. Его производством занялась студия Gekko, на должность режиссёра был назначен Кадзуоми Кога, сценаристом стал Ёхэй Касии, дизайнером персонажей — Масато Кацумата, а композитором  — Сюнтаро Иннами. Аниме-сериал транслировался с 9 июля по 24 сентября 2023 года на Tokyo MX и других телеканалах. Открывающая музыкальная тема аниме-сериала — «Bonno Paradise» (яп. 煩悩☆パラダイス Бонно: парадайсу, «Райские клеши»), исполненная сэйю и певицей Айми; закрывающая — «Oidemase! Mikazuki Tera» (яп. おいでませ！三日月寺 Оидэмасэ! Микадзуки тэра, «Приходите в храм Микадзуки!»), исполненная Айми, Ю Сэридзавой, Нанами Ямаситой, Мадокой Асахиной и Сумирэ Уэсакой.
В Индии и за пределами Азии аниме-сериал лицензирован стриминговым сервисом Crunchyroll, на территории Южной и Юго-Восточной Азии — компанией Medialink, которая транслировала его посредством YouTube-каналов Ani-One. На русском языке аниме-сериал лицензирован Crunchyroll под названием «Храм: Жизнь в одиночестве — не жизнь».

#### Список серий
| №  | Название | Режиссёр          | Премьера в Японии   |
| -- | --- | ----------------- | ------------------- |
| 01 | Будет расплачиваться натурой! «Карада дэ хараттэморау кото ни симасита!» (カラダで払ってもらうことにしました！) | Кадзуоми Кога     | 9 июля 2023 г.      |
| 02 | Похотливый — не значит плохой «Этти нано ттэ варуй кото дзя най ё?» (えっちなのって悪いことじゃないよ？)        | Томонори Минэ     | 16 июля 2023 г.     |
| 03 | Тебя ждёт кастрация «Кёсэйситэ морау ва» (去勢してもらうわ)                                                     | Мицутака Носитани | 23 июля 2023 г.     |
| 04 | Может, первым примешь душ? «Саки ни сява: абитэойдэ ё» (先にシャワー浴びておいでよ)                             | Кадзуоми Кога     | 30 июля 2023 г.     |
| 05 | Ты ответишь за это как мужчина «До: сэкинин тоттэморао: ка на» (どう責任とってもらおうかな)                     | Сатоси Накагава   | 6 августа 2023 г.   |
| 06 | Рад — не рад, а признаешь этот факт! «Рэтцу кисэйдзидзицу!!» (Let’s 既成事実!!)                                 | Кэнтаро Иино      | 13 августа 2023 г.  |
| 07 | Какого цвета ваши трусы? «Аната но ситаги ва нан иро дэсу ка?» (あなたの下着は何色ですか？)                     | Мицутака Носитани | 20 августа 2023 г.  |
| 08 | Увидеть черепаху во сне — добрый знак «Камэ о миру то ко:ун га отодзурэру» (カメを見ると幸運が訪れる)           | Юити Абэ          | 27 августа 2023 г.  |
| 09 | Толочь моти — пошлость «Мотицуки ттэ этти да ё нэ» (餅つきってえっちだよね)                                     | Сатоси Накагава   | 3 сентября 2023 г.  |
| 10 | Я просто немножко возбудилась «Тётто ко:фунсита дакэда» (ちょっと興奮しただけだ)                                | Кэнтаро Иино      | 10 сентября 2023 г. |
| 11 | Своё тело не обманешь «Карада ва усо о цуканай» (体は嘘をつかない)                                              | Мицутака Носитани | 17 сентября 2023 г. |
| 12 | Жизнь в одиночестве — не жизнь «Хито ва хитори дэ икиру ни арадзу» (人は一人で生きるにあらず)                   | Кадзуоми Кога     | 24 сентября 2023 г. |

## Приём
В ноябре 2021 года продажи манги достигли отметки в один миллион копий. К началу 2023 года общий тираж манги составил 1,2 миллиона проданных копий.